# جون تشيلتون يبرش
جون تشيلتون يبرش هو محامي وسياسي أمريكي، ولد في 1 فبراير 1826 في مقاطعة بون في الولايات المتحدة، وتوفي في 31 أغسطس 1885 في سان فرانسيسكو في الولايات المتحدة. نشط حزبياً في الحزب الديمقراطي. وقد انتخب عضو مجلس ولاية كاليفورنيا ‏ وانتخب عضو جمعية ولاية كاليفورنيا ‏ وانتخب عضو مجلس النواب الأمريكي.